# Tiia Reima
Tiia Reima, född den 1 februari 1973 i Tammerfors i Finland, är en finländsk ishockeyspelare.
Hon tog OS-brons i damernas ishockeyturnering i samband med de olympiska ishockeytävlingarna 1998 i Nagano.